# 1630
Cette page concerne l'année 1630  du calendrier grégorien.
L'année 1630 est une année commune qui commence un mardi.

## Événements

### Amérique

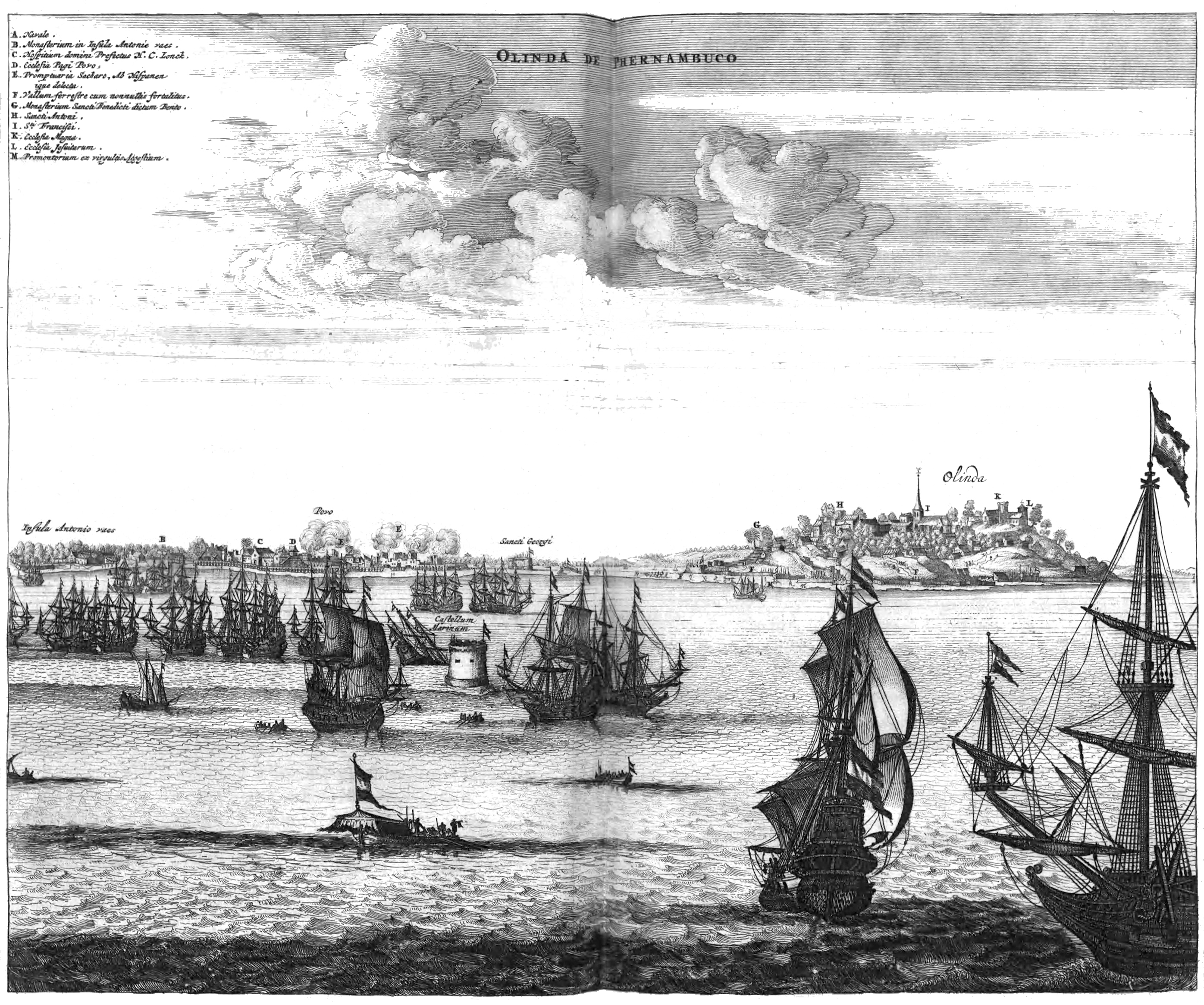
16 février : prise d'Olinda.

- 16 février, Brésil : une expédition financée par la Compagnie néerlandaise des Indes occidentales prend Olinda, Pernambuco (face à Recife), et les territoires côtiers compris entre l'île de Maranhão et le fleuve São Francisco[1].
- 1er mars : prise de Recife. Le senhor de engenho Matias de Albuquerque (en) organise la défense de Recife et de toute la côte. Mais les Néerlandais parviennent à débarquer au nord de la ville, bousculent les Portugais et entrent dans la ville où Albuquerque a détruit 1700 caisses de sucre[2]. La Nouvelle-Hollande, sous le gouvernement de Jean-Maurice de Nassau-Siegen, occupera jusqu'à la moitié de la côte brésilienne dans les années 1640 avant la défaite finale de 1654.
  - Les marranes de Pernambouc, favorables aux Néerlandais, sont renforcés par l’arrivée de nombreux immigrés venus d’Amsterdam. En 1640, les Juifs seront plus nombreux que les chrétiens.
- 12 juin : colonisation de la baie du Massachusetts par la compagnie anglaise du même nom[3]. Chaque actionnaire reçoit 200 arpents de terre pour s’installer. John Winthrop devient gouverneur de la colonie de la baie du Massachusetts. Il justifie son occupation des territoires indiens par le fait que la terre est juridiquement « vacante ». Il prétexte que les Indiens n’ont pas « soumis » la terre, et en conséquence n’ont qu’un droit « naturel » sur elle et non un droit « réel ».
- 17 septembre (7 septembre du calendrier julien) : fondation de Boston par un groupe de colons puritains[4].

- Rébellion des Calchaquí contre la domination espagnole en Argentine (fin en 1637)[5].

### Asie
- Hiver 1629-1630[6] : destruction du royaume tibétain bouddhiste de Gugé sous les coups de l'invasion de l'armée de son voisin Ladakhi, à la suite de l'accueil des missionnaires chrétiens par son roi, Thi Tashi Dagpa, jugé trop favorable par son frère, principal rival et autorité bouddhiste[7].
- 14 janvier : victoire des Mandchous sur les Ming près de Pékin[8]. Le 22 mars, ils font des propositions de paix avant de se retirer vers le nord le 14 avril[9].
- Mai : le père Alexandre de Rhodes est expulsé du Tonkin. Il se réfugie à Macao jusqu’en 1640[10].
- 15 novembre : traité de Madrid entre l'Espagne et l'Angleterre. Accords entre les Portugais et les Anglais en Inde[11].

- Terrible famine au Gujerat, au Khandesh et dans le Deccan (1630-1632) due à un retard de la mousson[12].
- Fondation de Ilimsk en Sibérie[13].

### Europe
- 23 février : l’armée française passe le col de Montgenevre et envahit l'Italie[14].
- 23 mars : prise de Pignerol, clé de la plaine du Pô[15]. Louis XIII refuse de le rendre à l’Espagne, choisissant la guerre contre les Habsbourg (avril).
- Printemps-été : Peste dans le Milanais[15].

- 4 avril : des rebelles cosaques dirigés par Taras Fedorovytch attaquent Korsoun et détruisent sa garnison polonaise. Après un engagement militaire à Pereiaslav le 25 mai, la Pologne doit négocier la paix et Taras Fedorovytch est reconnu comme hetman[16].
- Avril : rencontre d'Annaburg entre les électeurs Jean-Georges de Saxe et Georges-Guillaume de Brandebourg[15].

- 14 mai : prise de Chambéry[17]. Expéditions française à partir du Dauphiné en Savoie et en Piémont (Mai-juillet)[15].
- 17 juin : traité de la Haye entre la France et les Provinces-Unies[15].

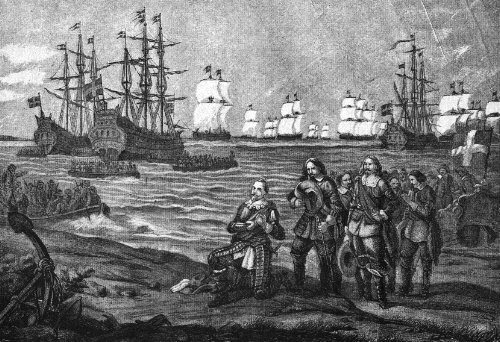
6 juillet : Gustave II Adolphe de Suède débarque en Poméranie.

- 6 juillet : Gustave II Adolphe de Suède débarque à Usedom en Poméranie[15]. Alors en Pologne, il passe un accord avec l'électeur de Brandebourg pour obtenir le libre passage de ses troupes à Pillau et établit une base à Rügen. Il peut ainsi intervenir dans l’Empire, contre la politique impériale de recherche de débouchés en Baltique. La Suède entre dans la guerre de Trente Ans.
- 10 juillet : victoire des Français de Schomberg sur la Savoie au combat de Veillane[14].
- 17-18 juillet : prise et pillage de Mantoue par les Espagnols[15].
- 20 juillet : 
  - Prise de Stettin par les Suédois ; Gustave Adolphe conclut le même jour une alliance défensive avec le duc de Poméranie[18].
  - Prise de Saluces par les Français[14].
- 26 juillet : mort de Charles-Emmanuel Ier. Victor-Amédée Ier (1587-1637) devient duc de Savoie[14].
- 13 août : renvoi de Albrecht von Wallenstein sous la pression de la Ligue catholique par Ferdinand II[15].
- 27 août : Schomberg prend Veillane[14].

- 1er septembre - 15 octobre : armistice de Rivalte. Les Français évacuent Casal, moins la citadelle[14].
- 2 - 7 septembre : nouvelle conférence à Zabeltitz entre les électeurs de Saxe et de Brandebourg[19].
- 28 septembre : Étienne III Bethlen tente de s'imposer comme prince de Transylvanie après l'abdication de Catherine de Brandebourg[20] (fin le 26 novembre).
- 13 octobre : traité de Ratisbonne[15] négocié par Brulart de Léon et le père Joseph, favorable à l’Empire : la Diète refuse d’élire le fils de l’empereur roi des Romains. Il n’est pas reconnu par Richelieu.
- 26 octobre : Mazarin, devant Casal, obtient une trêve avec les Espagnols du marquis de Santa Croce aux prises avec les troupes royales de Schomberg, inférieures en nombre[14]. La France impose définitivement Charles III de Nevers à Mantoue (octobre).

- 9 novembre : Gustave-Adolphe accorde sa protection au landgrave de Hesse-Cassel[18].
- 11 novembre : journée des dupes en France[15].
- 15 novembre : traité de Madrid entre l'Espagne et l'Angleterre[15].
- Novembre : début du siège de Magdebourg[21].

- 26 novembre : Georges Ier Rákóczy est élu voïévode de Transylvanie par la diète de Segesvár (fin en 1648)[22]. Protestant, Georges (György) Rakóczi reprend la lutte contre la domination des Habsbourg en Hongrie occidentale et maintient l’indépendance de la Transylvanie.

- La Hanse, affaiblie par la guerre de Trente Ans qui a mis fin au commerce de la Baltique est réduite à Lübeck, Brême et Hambourg. Cette union restreinte dure trente-neuf ans, et la dernière diète de la Hanse se réunit en 1669[23].
- Le Hollandais Firmbrandt installe une manufacture de velours en Russie[24].

## Naissances en 1630
- 27 janvier : Job Berckheyde, peintre néerlandais († 23 novembre 1693).

- 12 février : Cornelis Bisschop, peintre néerlandais († 21 janvier 1674).
- 20 février : Josefa de Óbidos, peintre portugaise († 22 juillet 1684).

- 3 mars : Salomon Adler, peintre baroque allemand († 1709).

- 7 mai : Simone del Tintore, peintre baroque italien († 16 février 1708).
- 29 mai : Charles II, roi d'Angleterre († 6 février 1685).

- 10 juin : Willem van Bemmel, peintre et graveur néerlandais († 20 décembre 1708).

- 27 août : Maria van Oosterwijk,  peintre baroque néerlandaise († 12 novembre 1693).

- 12 novembre : Catherine Girardon, peintre française († 21 septembre 1698).

- 26 décembre : Gabriel Blanchard, peintre français († 1704).
- 28 décembre : Ludolf Bakhuizen, peintre de marine néerlandais († 17 novembre 1708).

- Date précise inconnue :
  - Gillis Rombouts, peintre hollandais († février 1672).
  - Johann Theodor Sprenger, jurisconsulte allemand († 1668).
  - Richard Talbot, gentilhomme irlandais, 1er comte puis duc de Tyrconnel (duc dans la pairie jacobite) († 14 août 1691).

## Décès en 1630
- 24 janvier : Antoine de Balinghem, prêtre jésuite des Pays-Bas méridionaux (° 25 juin 1571).
- 26 janvier : Henry Briggs, mathématicien anglais spécialiste des logarithmes (° février 1556).
- 2 février : Gabriel Trejo y Paniagua, cardinal espagnol (° 1562).
- 12 février : Fynes Moryson, voyageur et écrivain anglais (° 1566).
- 13 février : Charles Ier d'Aumale, chef ligueur appartenant à la maison de Guise (° 25 janvier 1555).
- 16 février : Dominique de Jésus-Marie, carme déchaux espagnol (° 16 mai 1559).
- 19 février : Nicolas Chevalier, homme politique et magistrat français (° 1562).
- 26 février :
  - Carlo Barberini, noble italien de la famille Barberini, lieutenant général de l'armée papale (° 28 mai 1562).
  - William Brade, compositeur, violoniste et joueur de viole anglais (° 1560).
- ? février : Henry Briggs, mathématicien anglais (° février 1561).
- 24 mars : Isaiah Horowitz, rabbin et mystique (° vers 1555).
- ? mars : Thomas Bateson, compositeur anglais (° 1570).
- 3 avril : Paolo Torelli, archevêque catholique italien (° 1576).
- 17 avril : Christian Ier d'Anhalt-Bernbourg, prince d'Anhalt-Bernbourg (° 11 mai 1568).
- 22 avril : Agostino Ciampelli, peintre italien (° 29 août 1565).
- 9 mai : Agrippa d'Aubigné, militaire, écrivain controversiste et poète baroque français (° 8 février 1552).
- 11 mai : Johann Schreck, missionnaire jésuite et polymathe allemand (° 1576).
- 23 mai : Hans Jordaens I, peintre flamand (° vers 1555).
- 30 mai : Fabrizio Bartoletti, médecin italien (° 27 août 1576).
- 3 juin : Pierre Bonsom de Donnaud, prélat français (° 9 avril 1553).
- 10 juin : Oda Nobukatsu, samouraï de l'époque Azuchi Momoyama (° 1558).
- 11 juin : Giovanni Francesco Anerio, compositeur italien (° 1567).
- 25 juin : Guillaume Le Gouverneur, évêque de Saint-Malo (° 12 juillet 1573).
- 27 juin : Fédéric Morel, imprimeur français (° 1552).
- 29 juin : John Munday, compositeur et organiste anglais (° vers 1555).
- 12 juillet : Gaspard du Laurens, abbé de Sénanque, puis de Saint-Pierre de Vienne et archevêque d'Arles (° 14 septembre 1567).
- 13 juillet : Matteo Zaccolini, religieux, peintre et théoricien de la peinture italien (° avril 1574).
- 17 juillet : Antonio Gandini, peintre italien (° 1565).
- 26 juillet :
  - Giulio Cesare Angeli, peintre baroque italien (° 1570)[25].
  - Charles-Emmanuel Ier, duc de Savoie et prince de Piémont (° 12 janvier 1562).
- 30 juillet : Pasquale Ottini, peintre italien (° 26 septembre 1578).
- 5 août :
  - Ferdinand II de Guastalla, comte puis duc de Guastalla (° 1563).
  - Antonio Tempesta, peintre et graveur italien de l'école florentine du baroque (° 1555).
- 15 août : Gabriel de L'Aubespine, prélat français (° 1579).
- 22 août : Giulio Mancini, médecin, collectionneur, marchand d'art et écrivain italien (° 21 février 1559).
- 25 août : Bartolomeo Zucchi, littérateur italien (° 1er mai 1570).
- 18 septembre : Melchior Klesl, cardinal autrichien (° 15 février 1552).
- 24 septembre : Charles-Gonthier de Schwarzbourg-Rudolstadt, noble allemand (° 6 novembre 1576).
- 25 septembre : Ambrogio Spinola[14] militaire génois (° 1569).
- 28 septembre : Ottavio Rossi, archéologue et littérateur italien (° 26 juillet 1570).
- 6 octobre : Diego Fernández de Córdoba, vice-roi de Nouvelle-Espagne puis vice-roi du Pérou (° 1578).
- 12 octobre : Charles Le Beauclerc, homme d’État français (° vers 1560).
- 3 novembre : Vitale Zuccolo, religieux catholique italien (° 1556).
- 9 novembre : Tōdō Takatora, daimyo de l'époque Azuchi Momoyama et du début de l'époque d'Edo (° 16 février 1556).
- 15 novembre : Johannes Kepler, astronome allemand (° 27 décembre 1571).
- 18 novembre : Esaias Van de Velde l'Ancien, aquafortiste néerlandais (° 17 mai 1587).
- 19 novembre :
  - Antonio Brunelli, compositeur italien (° 20 décembre 1577).
  - Johann Hermann Schein, compositeur allemand, maître de la cantate profane (° 20 juin 1586).
- 29 novembre : Théodose II de Bragance, Duc de Bragance (° 28 avril 1568).
- 11 décembre : François Dousa, écrivain néerlandais (° 5 mars 1577).
- 19 décembre : Matsukura Shigemasa, daimyo de la fin de l'époque Sengoku et du début de l'époque d'Edo (° 1574).
- Date précise inconnue :
  - Aleixo de Abreu, médecin portugais (° 1568).
  - Frère Adriano, peintre maniériste espagnol (° ?).
  - Baltazar Álvares, architecte portugais (° 1560).
  - Girolamo Amati, luthier italien (° 1561).
  - Martín de Argüelles, premier enfant blanc connu à être né dans ce qui est maintenant les États-Unis (° 1566).
  - Pietro Baschenis, peintre maniériste italien (° 1590).
  - Marcantonio Bassetti, peintre italien (° 1586).
  - Pier Antonio Bernabei, peintre italien baroque de l'école de Parme (° 13 mai 1567).
  - Nicholas Carleton, compositeur anglais (° 1570).
  - Giovanni Simone Comandè, peintre italien (° 1558).
  - Camillo Cortellini, compositeur italien (° 24 janvier 1561).
  - Mariangiola Criscuolo, peintre maniériste italienne (° 1548).
  - Jean d'Harambure, militaire français (° 1553).
  - Jerónimo Rodríguez de Espinosa, peintre espagnol (° 17 avril 1562).
  - Fede Galizia, peintre italienne (° 1578).
  - Jean Godard, poète français (° 15 septembre 1564).
  - Tsouglag Gyatso, 3e Pawo Rinpoché, tulkou important de la lignée karma-kagyu (° 1568).
  - Christoph Knoll, pasteur et poète allemand (° 1563).
  - Ottavio Leoni, peintre et graveur italien (° 1578).
  - Annibal de Lortigue, poète français (° 30 novembre 1572).
  - Pierre Mainfray, poète dramatique français (° 1580).
  - Giulio Cesare Monteverdi, compositeur et organiste italien (° 31 décembre 1573).
  - Carlo Antonio Procaccini, peintre italien (° 13 janvier 1571).
  - Prospero Randella, œnologue italien (° 1540).
  - Jean de Saulx, militaire français, vicomte de Tavannes, baron de Sully et d’Igornay, seigneur de Lugny et vicomte de Ligny (° 1555).
  - Lodovico Zuccolo, écrivain italien (° 1568).
- Vers 1630 :
  - Willem Janszoon, navigateur et gouverneur colonial néerlandais (° vers 1570).
  - Pietro Lappi, compositeur italien (° 1575).
  - Jean Le Grain, de son vrai nom Jan Ziarnko, dessinateur et graveur polonais (° vers 1575).